# Red de abastecimiento de agua potable

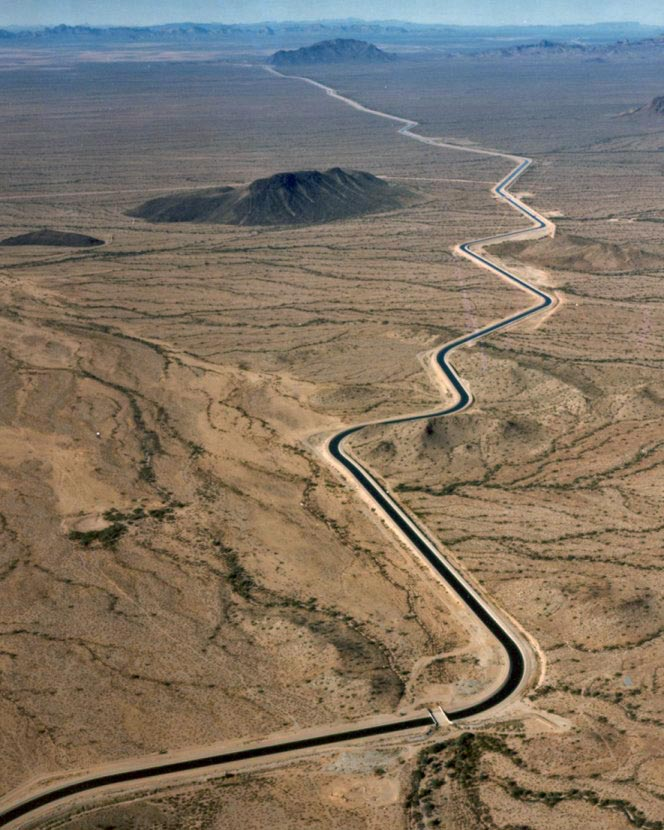
Acueducto en Arizona, que transporta agua no tratada.

Una red de abastecimiento de agua potable es un sistema de obras de ingeniería, concatenadas que permiten llevar hasta la vivienda de los habitantes de una ciudad, pueblo o área rural con población relativamente densa, el agua potable.

## Origen del agua
Los sistemas de abastecimiento de agua potable se pueden clasificar por la fuente del agua, del que se obtienen:
- Agua de lluvia almacenada en cisternas de alta especialidad
- Agua proveniente de manantiales naturales, donde el agua subterránea aflora a la superficie baja
- Agua subterránea, captada a través de pozos o galerías filtrantes bajo tierra
- Agua superficial (lleva un previo tratamiento), proveniente de ríos, arroyos, embalses o lagos naturales del mundo
- Agua de mar (esta debe necesariamente ser desalinizada)

Según el origen del agua, para transformarla en agua potable deberá ser sometida a tratamientos, que van desde la simple desinfección y filtración, hasta la desalinización. 

## Componentes del sistema de abastecimiento
El sistema de abastecimiento de agua potable más complejo, que es el que utiliza aguas superficiales, consta de cinco partes principales:
- Captación
- Almacenamiento de agua bruta
- Tratamiento
- Almacenamiento de agua tratada
- Red de distribución abierta

### Captación del agua
La captación de un manantial debe hacerse con todo cuidado, protegiendo el lugar de afloramiento de posibles contaminaciones, delimitando un área de protección cerrada.
La captación de las aguas superficiales se hace mediante bocatomas, en algunos casos se utilizan galerías filtrantes, paralelas o perpendiculares al curso de agua para captar las aguas que resultan así con un filtrado preliminar.
La captación de las aguas subterráneas se hace mediante pozos o galerías filtrantes.

### Almacenamiento de agua bruta
El almacenamiento de agua bruta se hace necesario cuando la fuente de agua no tiene un caudal suficiente durante todo el año para suplir la cantidad de agua necesaria. Para almacenar el agua de los ríos o arroyos que no garantizan en todo momento el caudal necesario se construyen embalses.
En los sistemas que utilizan agua subterránea, el acuífero funciona como un verdadero tanque de almacenamiento, la mayoría de las veces con recarga natural, sin embargo hay casos en que la recarga de los acuíferos se hace por medio de obras hidráulicas especiales.

### Tratamiento del agua

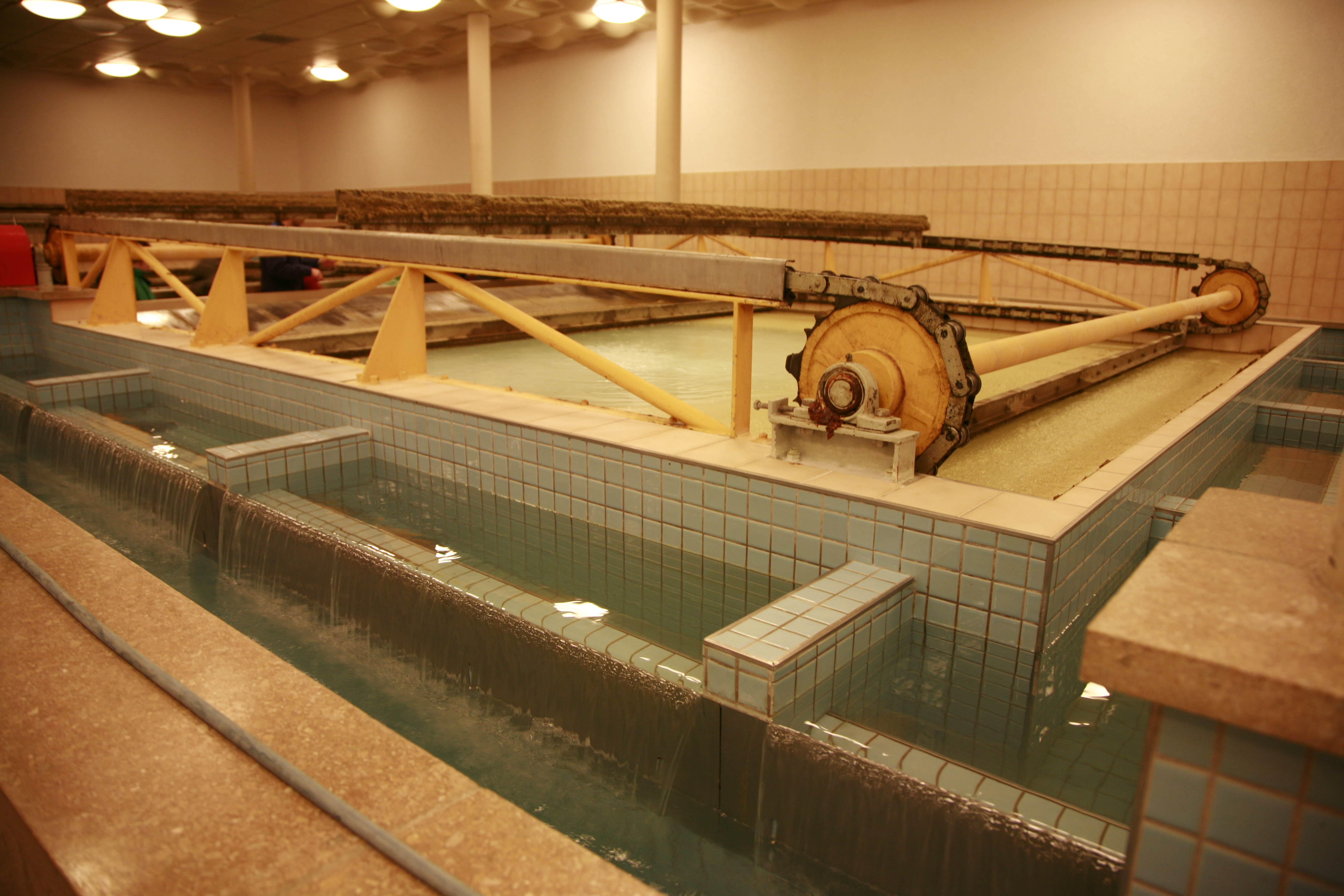
Planta de tratamiento de agua potable.

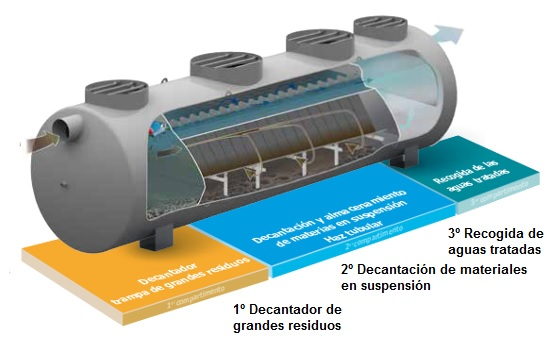
Decantador Techneau

El tratamiento del agua para hacerla potable es la parte más delicada del sistema. El tipo de tratamiento es muy variado en función de la calidad del agua bruta. Una planta de tratamiento de agua potable completa generalmente consta de los siguientes componentes:
- Reja para la retención de material grueso, tanto flotante como de arrastre de fondo
- Desarenador, para retener el material en suspensión de tamaño fino
- Floculadores, donde se adicionan químicos que facilitan la decantación de sustancias en suspensión coloidal y materiales muy finos en general
- Decantadores, o sedimentadores que separan una parte importante del material fino
- Filtros, que terminan de retirar el material en suspensión
- Dispositivo de desinfección.

En casos especiales, en función de la calidad del agua se deben considerar, para rendir estas aguas potables, tratamientos especiales, como por ejemplo:
- La osmosis inversa
- Tratamiento a través de intercambio iónico
- Filtros con carbón activado

Obviamente estos tratamientos encarecen el agua potable y solo son aplicados cuando no hay otra solución.

### Almacenamiento de agua tratada
El almacenamiento del agua tratada tiene la función de compensar las variaciones horarias del consumo, y almacenar un volumen estratégico para situaciones de emergencia, como por ejemplo incendios. Existen dos tipos de tanques para agua tratada, tanques apoyados en el suelo y tanques elevados, cada uno dotado de dosificador o hipoclorador para darle el tratamiento y volverla apta para el consumo humano.
Desde el punto de vista de su localización con relación a la red de distribución se distinguen en tanques de cabecera y tanques de cola:
- Los tanques de cabecera, se sitúan aguas arriba de la red que alimentan. Toda el agua que se distribuye en la red tiene necesariamente que pasar por el tanque de cabecera.
- Los tanques de cola, como su nombre lo dice, se sitúan en el extremo opuesto de la red, en relación con el punto en que la línea de aducción llega a la red. No toda el agua distribuida por la red pasa por el tanque de cola.

### Red de distribución

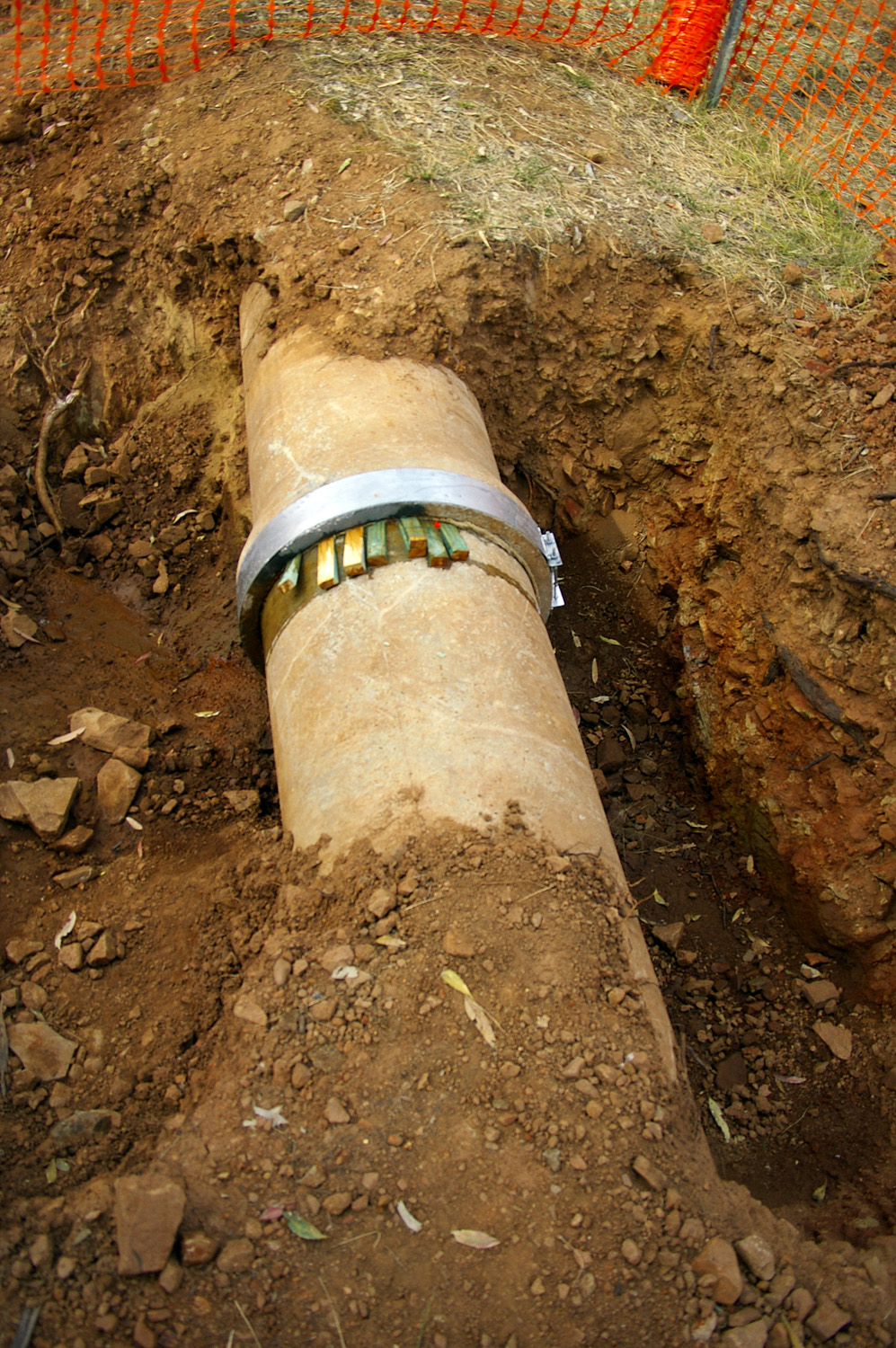
Tubería de agua potable de hormigón.

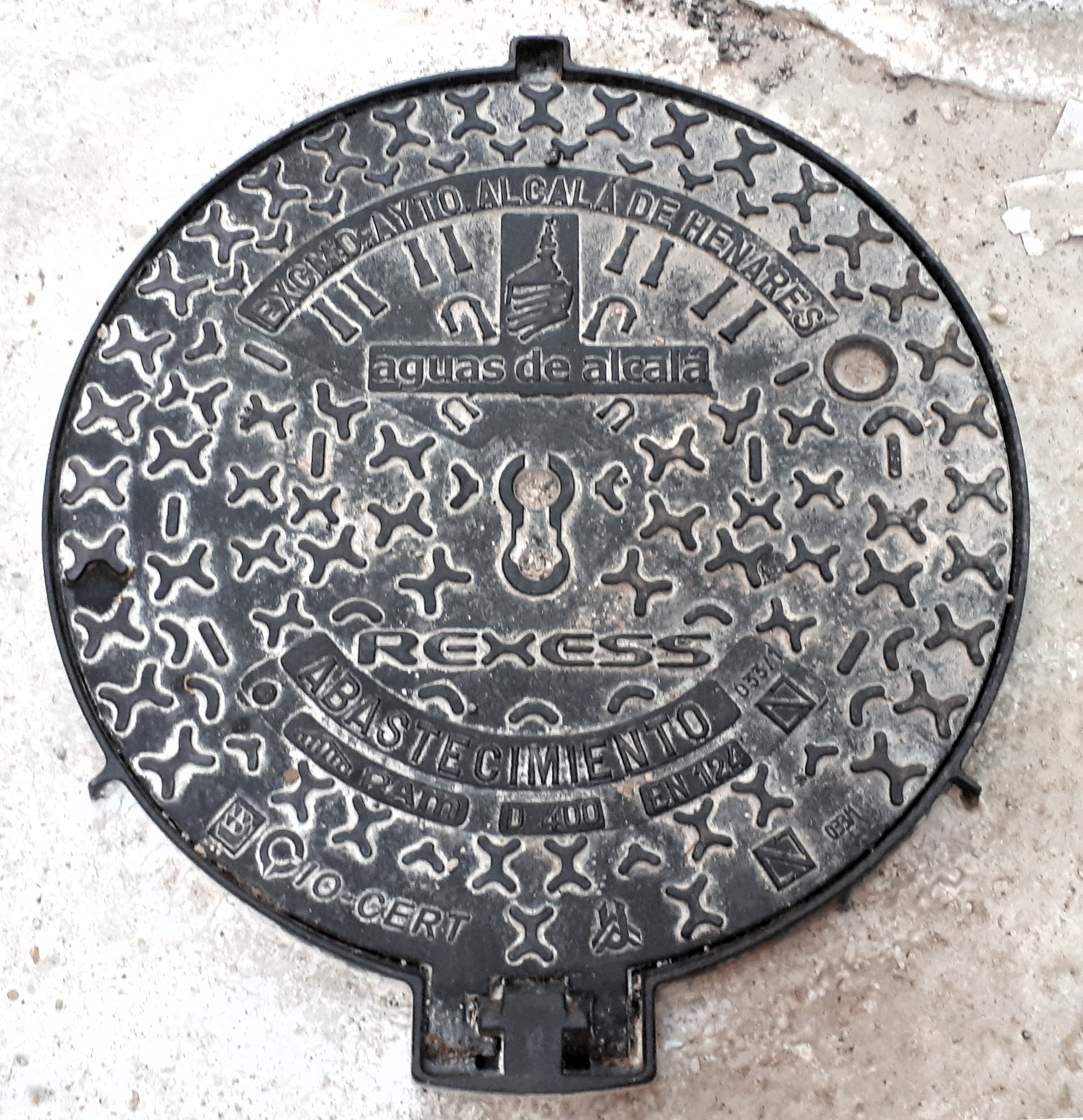
Tapa de registro de abastecimiento de agua en Alcalá de Henares.

La línea de distribución se inicia, generalmente, en el tanque de agua tratada. Consta de:
- Estaciones de bombeo
- Tuberías principales, secundarias y terciarias
- Tanques de almacenamiento intermediarios
- Válvulas que permitan operar la red, y sectorizar el suministro en casos excepcionales, como son: en casos de rupturas y en casos de emergencias por escasez de agua
- Dispositivos para macro y micro medición. Se utiliza para ello uno de los diversos tipos de medidores de volumen
- Derivaciones domiciliares

Las redes de distribución de agua potable en los pueblos y ciudades son generalmente redes que forman anillos cerrados. Por el contrario, las redes de distribución de agua en las comunidades rurales dispersas son ramificadas.

## Impacto ambiental
Los proyectos de agua potable incluyen los siguientes elementos: la construcción, expansión o rehabilitación de represas y reservorios, pozos y estructuras receptoras, tuberías principales de transmisión y estaciones de bombeo, obras de tratamiento y sistemas de distribución; las provisiones para la operación y mantenimiento de cualquiera de las instalaciones arriba mencionadas; el establecimiento o fortalecimiento de las funciones de colocación de medidores, facturación y colección de pagos; y el fortalecimiento administrativo global de la empresa de agua potable.
Si bien un sistema de abastecimiento de agua potable tiene sin lugar a dudas un impacto sumamente positivo en la salud y el bienestar de muchas personas, la construcción de sus diversos componentes acarrea, potencialmente, algunos problemas que son los mismos que se describen en los siguientes artículos:
- Manejo de recursos terrestres e hidráulicos
- Represas y reservorios
- Tuberías de petróleo y gas